# Голополосов Максим Сергійович
Голополосов Максим Сергійович (нар. 1 листопада 1989 (35 років) , Москва ) — російський відеоблогер і оглядач. Автор і ведучий інтернет-шоу +100500.

## Біографія
Максим Голополосов народився 1 листопада 1989 року в Москві. Мати Максима працювала вчителем російської мови та літератури. Успішно закінчивши дев'ять класів школи, пішов вчитися на кухаря. Після чого працював один рік і тільки потім вступив до вишу, де навчався на викладача англійської мови. Покинув навчальний заклад після другого курсу. До створення проєкту +100500 Максим працював кур'єром.

## Творчість

### +100500
Перший відеоролик на YouTube опублікований 29 серпня 2010 року. Кожен випуск виходить один раз на тиждень. Суть передачі полягає в саркастичних коментарях Максима з приводу популярних відеороликів. Відмінна риса — рясна присутність лайки практично у всіх випусках, а також килим з леопардовим забарвленням на фоні. На січень 2018 випущено 370 епізодів, загальна кількість переглядів всіх випусків шоу склало понад 1,4 мільярда. Сценарії до роликів Максим пише в основному сам. Канал «+100500» на серпень 2019 року має 10 млн передплатників.

### Moran Days
Також Макс веде власний відеоблог «MoranDays». Всього на каналі вийшло 155 відео. Основний контент його відеоблогу — відео з поїздок за кордон.

### У Максоуна
12 червня 2017 року на каналі AdamThomasMoran, де раніше виходило тільки шоу «+100500», Максим опублікував випуск нового шоу в форматі інтерв'ю, яке називається «У Максоуна». Першими гостями стали Ян Лапотках і Євген Сагада.

### 2ND Season
Крім інтернет-проєкту, Максим також є одним із засновників групи «2ND Season», музика якої є саундтреком до шоу +100500.

## Робота на телебаченні
З 23 жовтня 2011 по 18 грудня 2016 року шоу +100500 виходило на розважальному телеканалі «Перець». (пізніше на телеканалі «Че»). Кожна передача тривала від 22 до 26 хвилин. Відмітною ознакою телеверсії була цензура мату, а згодом — його відсутність, на що Голополосов пізніше нарікав.
З 18 березня по 27 квітня 2013 року був ведучим екстремального музичного шоу «Караоке Кілер» на телеканалі «Ю». З 29 листопада 2014 по 21 лютого 2015 року став один з ведучих програми «Герої Інтернету», також виходила на каналі «Перець». З 22 жовтня по 3 грудня 2016 року — ведучий travel-шоу «100500 міст» на «Че».
У 2017 році Максим і кілька інших співробітників його шоу зупинили співпрацю з каналом «Че» через конфлікт з новими керівниками холдингу «СТС Медіа» до якого входить Caramba Media.
Через півтора року, коли канал «Че» очолила Олена Карпенко, Максим і Caramba Media знову стали на ньому випускати телеверсію «+100500», яка стала виходити з 19 серпня 2018 року.